# شبکه‌ی خانگی
شبکه خانگی یا شبکه محلی خانگی (HAN) نوعی شبکه رایانه ای می‌باشد که به ارتباط بین دستگاه‌هایی که در یک خانه نزدیک هم هستند، کمک می‌کند. 
وسایلی که توانایی شرکت در این شبکه خانگی را دارند مانند، ابزارها و دستگاه‌های هوشمند مانند چاپگرهای شبکه و رایانه‌های دستی قابل حمل، اکثراً از به دلیل توان فعل و انفعال، توانایی‌های آشکار شدن در آینده را به صورت پیشرفته را به دست می‌آورند. از این توانایی ها و کارکردهای افزوده می‌توان برای بهبود کیفیت زندگی داخل خانه به شیوه های مختلفی استفاده کرد مانند خودکار سازی وظایف تکراری، بهبود سودمندی فردی، بالا بردن امنیت خانه و دسترسی آسان‌تر به مشغولیت‌ها.

## منشأها
تأسیس این گونه شبکه عمدتاً برای تقسیم کردن دسترسی به اینترنت محلی و مسکونی به تمامی وسایل متصل به شبکه لازم و واجب است.  برطبق روش‌هایی برای تخفیف دادن فرسودگی آدرس IPv4، بیشتر ارائه دهندگان خدمات اینترنت تنها برای یک متقاضی محلی خانگی، یک محدوده شبکه گسترده دارای آدرس IP تدارک دیده‌اند؛ بنابراین، چنین شبکه‌هایی به ترجمه آدرس شبکه در مسیر یاب‌های شبکه نیاز پیدا می‌کنند.
DHCP در یک شبکه محدوده محلی (LAN) خانگی شخصی به‌طور معمول برای تعیین کردن آدرس IP در زیر شبکه خانه مورد استفاده قرار می‌گیرد. خدمت گذار DHCP یک مسیر یابی است که مشتری‌ها میزبان هستند (برای مثال رایانه‌های شخصی، تلفن‌های هوشمند، چاپگرها و غیره) مسیر یاب اطلاعات شکل و ترتیب را از طریق تلفیق و تفکیک کننده (مودم) از ارائه دهنده خدمات اینترنت تحویل می‌گیرد، و به علاوه خدمت گذارهای DHCP را با این مسیر یاب به عنوان یکی از سرویس گیرنده‌ها تعامل دارد. سرویس گیرنده درخواستی برای تنظیمات پیکر بندی از پروتکل DHCP مانند آدرس IP، یک مسیر از پیش تعیین شده و یک یا چند آدرس جدمت گذار DNS ، می‌دهد. به محض اینکه که سرویس گیرنده این تنظیمات را پیاده‌سازی کرد، میزبان توانایی برقراری ارتباط در آن اینترنت را خواهد داشت.

## دستگاه‌های زیرساختی

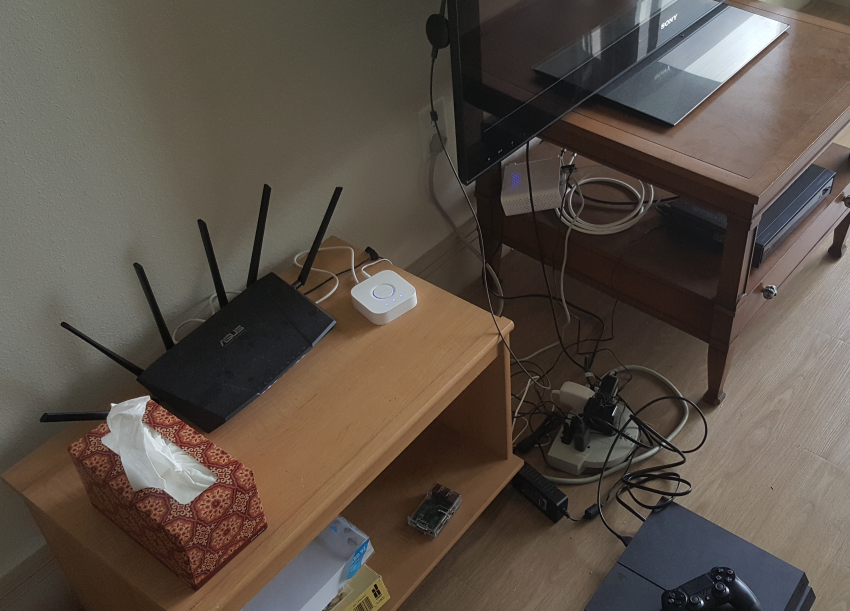
نمونه ای از شبکه خانگی ساده

یک شبکه خانگی عموماً به یک یا بیشتر از ابزار زیر برای ساختن اتصال بین لایه فیزیکی، لایه پیوند داده و لایه شبکه میان وسایل درونی، شناخته شده به عنوان LAN و ابزارهای بیرونی در خارج از شبکه‌های LAN یا WAN وابسته است. موارد زیر مثال‌هایی از دستگاه‌های نوعی LAN است:
- یک تلفیق و تفکیک کننده (مودم) تلفیق و تفکیک کننده (مودم) رابط اترنت را در زیرساختهای ارتباطات بومی ارتباطات ارائه دهنده خدمات قرار می‌دهد. در خانه‌ها این دستگاه‌ها عموماً به شکل مودم‌های DSL یا مودم کابلی هستند.
- مسیریاب اتصال لایه شبکه بین WAN و HAN را مدیریت می‌کند. این کار کلیدی ترجمه آدرس شبکه باعث می‌شود که چندین دستگاه قادر به اشتراک گذاشتن آدرس WAN خانگی خود باشند. بیشتر شبکه‌های خانگی یک کلاس خاص از دستگاه کوچک، منفعل خنک شده و رده بالا در جدول با یک نقطه دسترسی بی‌سیم متحد و سوئیچ ۴ پورت اترنت را نمایان می‌کنند. هدف این دستگاه‌ها ایجاد نصب، پیکربندی و مدیریت یک شبکه خانگی خودکار، که کاربر راحت با آن ارتباط بر قرار کند و تا حد امکان «وصل کن- اجرا کن» باشد، است.
- از سوئیچ شبکه برای این استفاده می‌شود تا به دستگاه‌هایی که در شبکه خانگی هستند اجازهٔ ارتباط با یکدیگر به وسیلهٔ اترنت را بدهد. در حالی که نیاز بیشتر شبکه‌های خانگی از طریق توانایی‌های بی‌سیم یا سوئیچینگ مسیریاب‌هایشان ارضا می‌شود و در بعضی موارد احتیاج به یک سوئیچ جداگانهٔ اضافی با توانمندی‌های پیشرفته است. برای مثال:
  - یک مسیریاب خانگی معمولی ۴ تا ۶ پورت اترنت LAN دارد، پس ظرفیت سوئیچ مسیریاب می‌تواند فرا تر برود.
  - یک دستگاه شبکه به یک ویژگی پورت غیر استاندارد مانند برق بالای اترنت (PoE)ممکن است نیاز پیدا کند. (دوربین‌های IP و تلفن‌های IP)
- یک نقطه دسترسی بی‌سیم برای متصل کردن دستگاه‌های بی‌سیم به شبکه مورد استفاده قرار می‌گیرد. بیشتر شبکه‌های خانگی به یک مسیریاب بی‌سیم که حاوی یک نقطهٔ دسترسی بی‌سیم تعبیه شده‌است، وابسته اند که این نقش را برایشان پر کند.
- یک کنترل کنندهٔ اتوماسیون خانگی، ارتباط بی‌سیم کم مصرف را با دستگاه‌های ساده و بدون داده‌های فشرده مانند لامپ‌ها (Philips Hue) و قفل‌های هوشمند (اوت صفحه) را ممکن می‌کند.
- یک پل در شبکه، ۲ شبکه را بهم متصل می‌کند که این کار معمولاً به قصد این است که به یک دستگاه که فقط دارای سیم است دسترسی به یک رسانهٔ شبکهٔ بی‌سیم بدهیم، مانند دستگاه Xbox.

### بازی سه‌گانه
راه حل بازی سه‌گانه برای مهیا کنندهٔ سرویس نمایش دادن یک دستگاه ترکیبی مودم / بی‌سیم مسیر یاب اجاره ای، مانند Arris SURFboard SBG6580 است که برای کامل کردن نصب و شکل تنها نیاز به رمزعبور دارد. در اکثر مواقع، دیگر نیازی به کسب زیربنای اضافی برای دستگاه یا حتی دارا بودن دانش فنی پیشرفته برای توزیع موفق دسترسی به اینترنت برای کاربر در سر تا سر خانه نیست.

## اتصال فیزیکی و پروتکل
الگو:Home networking standards
شبکه‌های خانگی هم از فناوری‌های با سیم و هم بی‌سیم برای وصل شدن به نقاط انتهایی (میزبان‌ها) استفاده کنند. فناوری بی‌سیم یک گزینهٔ برجسته در منازل است به علت سهولت در نصب، وجود نداشتن کابل‌های بدمنظر و ویژگی‌های مناسب عملکرد شبکه برای فعالیت‌های محلی.

### بی‌سیم

#### شبکهٔ محلی بی‌سیم
یکی از معمول‌ترین شیوه‌های ساخت یک شبکه خانگی استفاده از تکنولوژی بی‌سیم از سیگنال رادیویی است؛ که شبکه ۸۰۲٫۱۱ توسط IEEE تأیید شده‌است. بیشتر دستگاه‌های خانگی با قابلیت بی‌سیم با فرکانس ۲٫۴ گیگاهرتز تحت 802.11b و 802.11g یا با فرکانس ۵ گیگاهرتز تحت شبکهٔ 802.11a کار می‌کنند. برخی از دستگاه‌های شبکه خانگی در هر دو سیگنال باند رادیویی عمل می‌کنند و در استاندارد 802.11n یا 802.11ac قرار دارند. Wi-Fi یک سند بازاریابی و موافقت برای تکنولوژی‌های IEEE 802.11 است. اتحاد Wi-Fi محصولات موافق را مورد آزمایش قرار داده‌است و آنها را برای توانایی آن‌ها برای تعامل را تأیید کرده‌است.

#### شبکهٔ شخصی بی‌سیم
برق کم، ارتباط در بازهٔ نزدیک بر اساس استانداردهای IEEE 802.15، حضور پررنگی در خانه‌ها دارد. بلوتوث کماکان به عنوان یک تکنولوژی انتخابی برای بیشتر لوازم جانبی بی‌سیم مثل صفحه کلید، موس‌ها، گوشی‌های هدفون و دسته‌های بازی به کار خود ادامه می‌دهد. این اتصالات غالباً به صورت زودگذر و موقت برقرار می‌شوند و به عنوان عضو همیشگی در یک شبکه خانگی شناخته نمی‌شوند.

#### PAN بی‌سیم با سرعت کم
نسخه «کم سرعت» پروتکل اصلی WPAN به عنوان پایه و بنیاد ZigBee مورد استفاده قرار می‌گرفت. برخلاف اینکه در اصل به عنوان استانداردی برای ارتباط دستگاه با دستگاه کم قدرت در محیط‌های صنعتی استفاده می‌شد، این تکنولوژی به خوبی برای یک پارچگی گزینه‌های تعبیه شده «خانه هوشمند» که انتظار می‌رود با باتری برای مدت زمان طولانی کار کند، تناسب دارد. ZigBee از شبکه دانه ای برای غلبه بر محدودیت‌های مسافت در رابطه با WPAN سنتی با هدف ایجاد یک شبکه واحد از دستگاه‌های نشانی پذیر گسترش یافته در نمام ساختمان استفاده می‌کند. Z-Wave یک استاندارد اضافی است که بر پایهٔ ۸۰۲٫۱۵٫۴ طراحی شده‌است، که به‌طور خاص با نیازهای سازندگان دستگاه اتوماسیون خانگی در ذهن توسعه یافته‌است.

### کابل‌های زوج به هم تابیده
اکثر زیربناهای شبکه سیمی موجود در خانه‌ها از کابل زوج به هم تابیده دستهٔ ۵ یا دستهٔ ۶ با انتهای سازگار RJ45 استفاده می‌کنند. این رسانه ارتباط فیزیکی بین رابط‌های اترنت موجود درشمار زیادی از دستگاه‌های بر پایهٔ IP را فراهم می‌کند. با توجه به نوع کابل و کیفیت نصب، سرعت‌هایی از ۱۰ مگابیت در ثانیه، ۱۰۰ مگابیت در ثانیه، ۱ گیگابایت در ثانیه یا ۱۰ گیگابایت در ثانیه پشتیبانی می‌شود.

### فیبرهای نوری
محله‌های اعیانی جدید می‌توانند کابل‌های فیبر نوری را که مستقیماً درون خانه‌ها وجود دارند، استفاده کنند. این امر سرویس دهندگان را قادر به ارائه خدمات اینترنتی با پهنای باند بسیار بالاتر و / یا تأخیر پایین‌تر مرتبط با سیگنالینگ نوری انتها به انتها را می‌دهد.

### سیم‌های تلفن
- VDSL و VDSL2
- پشتیبانی HomePNA حداکثر ۱۶۰ مگابیت در ثانیه

استانداردهای زیر به وسایل و دستگاه‌های شبکه این امکان را می‌دهد که از طریق کابل‌های مسی کواکسیال، که عموماً برای حمایت و پشتیبانی از چند تلویزیون که در سر تا سر خانه‌ها نصب شده‌اند، با یکدیگر ارتباط برقرار کنند.
- ِDOCSIS
- استاندارد Multimedia over Coax Alliance (MoCA) می‌تواند حداکثر سرعت ۲۷۰ مگابیت در ثانیه برسد.
- CWave
- پشتیبانی HomePNA حداکثر ۳۲۰ مگابیت در ثانیه